# 寬仁親王
寬仁親王（ともひとしんのう、1946年〈昭和21年〉1月5日 - 2012年〈平成24年〉6月6日）は、日本の皇族。身位は親王。敬称は殿下。お印は柏（かしわ）。勲等は大勲位。
大正天皇の皇孫（四男の長男）。
三笠宮崇仁親王と同妃百合子の第1男子（3男2女のうち第2子）。明仁（上皇）は従兄、徳仁（第126代天皇）は従甥、麻生太郎（第92代内閣総理大臣）は義兄（妃・信子の兄）にあたる。姉に近衞甯子（甯子内親王）、弟に桂宮宜仁親王と高円宮憲仁親王、妹に千容子（容子内親王）がいる。
生前の住居（寬仁親王邸）は、東京都港区元赤坂二丁目の赤坂御用地内にあった。没後の2013年（平成25年）7月31日より、旧寬仁親王邸は「三笠宮東邸」（みかさのみやとうてい）と称されている。

## 略歴
皇統譜上の記載は「寬仁親王」。「寛」の旧字体である「寛に『、』が付く字」であるため、政府による公式表記及び本人の著述活動においては旧字体が使用されるが、新聞では新字体を使用するため、報道等では新字体で表記されることが多い。
髭をたくわえた容貌から、「ヒゲの殿下」（ヒゲのでんか）の愛称で知られていた。称号 （現学位）は政治学士（学習院大学）、鈴鹿国際大学名誉客員教授。そのほか名誉学位として名誉博士（アンカラ大学）の称号を有する。

## 来歴

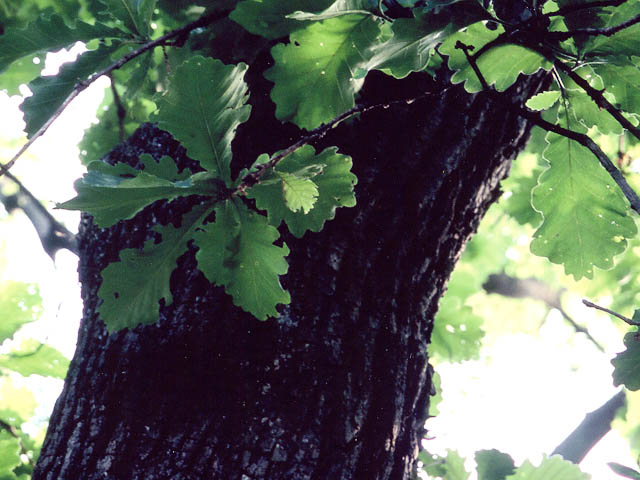
お印に選ばれた柏

神奈川県葉山町の三笠宮御假寓所（三井家別荘）にて、三笠宮崇仁親王と百合子妃の長男として誕生した。伯父にあたる昭和天皇にとっては、初めて授かった甥でもあった。
幼い頃は、姉の甯子内親王とともに貞明皇后（大正天皇の皇后）に特に可愛がられた。
聖心女子学院幼稚園、学習院初等科、学習院中・高等科を経て学習院大学へ入学した。父の三笠宮崇仁親王の教育方針は「放任主義」で、「子供の頃は『勉強をしろ』と言われたことが無かった」という。初等科では他の一般児童とは異なる待遇で、登下校の際の下駄箱が特別室に設置され、「トモちゃん」と口にした友人は、教師から「何事だ！宮様と呼べ！」と怒鳴られた。学校ではスキー、ソフトボール等のスポーツに熱中し、特に小学校4学年からやり始めたスキーは、高校2年次にスキーバッジテスト1級を取得した。一方、「学業の成績は『メチャクチャに悪かった』」とのこと。
学習院高等科応援団に入り、3年次には団長を務めた。応援団での威厳をつけるため、ヒゲは2年次に鼻の下だけ、3年次に顎ヒゲも伸ばし始めた。なお、当時の学習院高等科にはヒゲに関する校則はなかった。
当時の振る舞いについては、後年、テレビ番組『徹子の部屋』において「高校生になるとチンピラのように振る舞い、高校1年生あたりからタバコを吸い、飲酒に至ってはさらに若い頃から始めていた」と述懐している。
1966年（昭和41年）1月、成年式に伴い大勲位に叙され、菊花大綬章を授けられる。
同年9月15日に、愛車のプリンス・スカイラインGT-Bを運転して、渋谷区神宮前の表参道を運転していた寬仁親王は、Uターンしようとしてオートバイをはねた。オートバイを運転していた住み込み店員が左大腿骨骨折で全治半年の重傷、後部座席に乗っていた少年も軽傷を負った。人身事故を起こした場合は「自動車の運転を辞める」と母親の三笠宮妃百合子と約束しており、運転免許証を東京都公安委員会に返納した。
1968年（昭和43年）、学習院大学法学部政治学科を卒業した（政治学士）。同年4月から1970年（昭和45年）8月までの2年間半、イギリスのオックスフォード大学モードリン・コレッジに留学。留学は、父の崇仁親王や義伯母の秩父宮妃の勧めによった。モードリンは、伯父の一人である秩父宮雍仁親王が在籍した学寮でもある。
留学当初の英語は「ハウ・ドゥ・ユ・ドゥー（How do you do ?）」と「サンキュー・ベリー・マッチ（Thank you very much.）」しか理解できなかったが、語学学校「Godmer House School」に3か月通い、コレッジに移って後は、週に一度の論文を「十あるとしたら、六か七くらいの力で」済ませ「残りは、人と付合うことに費やした」という。保証人はケズウィック家のジョン・ケズウィックであり、妻の実家である麻生家も世話を焼いた。
イギリス滞在中にはエリザベス2世に招かれバッキンガム宮殿でエディンバラ公フィリップ、チャールズ3世（当時皇太子）、アン王女の臨席で対面している。欧州滞在中のうち6か月はスイスとオーストリアでスキーをしていた。
1970年（昭和45年）1月5日の24歳の誕生日に、ロンドンの駐英日本大使公邸において仮装パーティーを開いた。「（自身の曽祖父にもあたる）明治天皇に（容姿が）似ているから大元帥服を着ろ」と友人に促され、父（帝国陸軍騎兵将校であった）から騎兵将校の軍服を送ってもらい、これを着た。日本の一部新聞がこれを批判的に報じた。また、駐車違反の反則金の督促を受けても、これを支払わなかったため、皇族である寬仁親王に逮捕状が出された。
学位を取得せずに日本に帰国し、1970年（昭和45年）から1972年（昭和47年）には、札幌オリンピック組織委員会事務局職員として勤務し北海道札幌市に居住した。初任給は、41,700円だった。のち札幌オリンピック組織委員会事務総長だった佐藤朝生からの要請で、1975年（昭和50年）には沖縄国際海洋博覧会世界海洋青少年大会事務局に勤務した。また、植村甲午郎、佐藤朝生と共にハンディキャップスキーヤ―を支援することになり、毎年の大会に訪れ、猪谷千春らと技術指導した。
1972年（昭和47年）2月、麻生信子(当時16歳)に求婚したが、まだ高校生で若すぎるということもあり、8年後の1980年（昭和55年）4月18日の皇室会議を経て婚約した。同年11月7日、結婚の儀を行った。信子の父は麻生鉱業・麻生セメント（現・株式会社麻生）社長と衆議院議員を務めた麻生太賀吉、母は吉田茂の三女・和子、兄は第92代内閣総理大臣麻生太郎である。母方高祖父は大久保利通(贈右大臣)、曽祖父は牧野伸顕(伯爵)である。
伯父の高松宮宣仁親王の影響を受けて、早くから障害者福祉やスポーツ振興などの公務に積極的に取り組んできた。特に障害者が、スポーツへの取り組みを通じて社会参加することを促すため、自らも指導に当たり、社会福祉法人「ありのまま舎」（宮城県仙台市にあるキリスト教バプテスト系の筋ジストロフィー障害者福祉施設）の活動に見られるように、施設の運営などにも関与し、講演や著述を通じて啓発活動に取り組んだ。
イギリス留学を機に、国際親善にも強い関心を持ち、日英協会名誉総裁を始め、諸外国との交際にも意欲的に取り組んだ。
皇族としては表に出る機会が多く、東アジア反日武装戦線は、寬仁親王を暗殺者リストに入れて、行きつけの理髪店、レストラン、画廊等を調べ上げており、身辺警備が強化された。
皇族としての制約の多さに苛立ち、1982年（昭和57年）に「皇籍離脱発言」をして、世間を騒がせた。これについて昭和天皇は記者会見において、「国民の皇室に対する期待が、どのようなものなのかを十分に把握して、その期待に沿うように努力するように望む」と述べた。
1995年（平成7年）に「競輪・競艇などに名義貸しをして毎年1000万円近くの謝礼を受けていた」ことが国会で問題視された。当時の藤森昭一宮内庁長官は「宮家で使う金としてではなく、公共のために寄付するご意向だった」と説明した。
2012年（平成24年）6月6日15時35分、多臓器不全のため、入院先の東京都千代田区の佐々木研究所附属杏雲堂病院で薨去した。66歳没。斂葬の儀は同年6月14日に執り行われ、喪主は長女の彬子女王が務めた。その後落合斎場で火葬に付され、豊島岡墓地に埋葬された。
なお、三笠宮本家からは独立の生計を営んでおり寬仁親王が当主を務める「寬仁親王家」（ともひとしんのうけ）として他の宮家に准ずる扱いを受けていた。親王の薨去に伴い、当主不在の状態が続いていたが、2013年（平成25年）6月10日に宮内庁は、「薨去にさかのぼり、親王家を廃止する」と発表した。従来の慣例では信子親王妃が当主を継承することになるが、長年別居が続いており、親王の薨去後も2人の子女たちと同居していなかった。これにより遺された信子親王妃と彬子女王、瑶子女王の2人の子女は三笠宮本家に合流した。また、寬仁親王邸の名称も「三笠宮東邸」と改称された。

## 病歴
1990年代から、癌、アルコール依存症をはじめとする疾病に悩まされていた。
1991年（平成3年）1月に食道癌の手術を行った。1995年（平成7年）までに舌の付け根・首のリンパ節・喉など6回の癌手術を行い、その闘病経験を1999年（平成11年）に闘病記『癌を語る』として出版した。
2006年（平成18年）9月16日には洗顔中に転倒し顎を骨折した。またアルコール依存症により入退院を繰り返していた（2010年〈平成22年〉1月8日、5度目の入院）。入院してからも入院先の病院から公務に出席しており、いわゆる「ふてくされて出てこないのか」発言など行動力と鋭い舌鋒の健在ぶりを見せていた。
当初入院は1か月の予定であったが、3週間で退院した。同年10月20日には米誌とインタビューを行えるほどに回復した姿を見せた。しかし、咽頭癌が見つかったことから、2008年（平成20年）3月に再び手術を受けた。この時は声を残す方向で手術が行われたが、飲み込みが上手くいかず、4月には肺炎を発症し再入院した。この際、喉の一部を塞ぐ手術を行ったが、それが原因で声帯を震動させる空気の出口が塞がれ、声を失った。公務の際には、電気喉頭を首に当てて会話を行っていた。
2010年（平成22年）8月19日には不整脈の治療で入院、更に9月の定期検診で新たな咽の癌が発見されたことから12月14日に内視鏡手術を受けることとなった。
2011年（平成23年）2月には肺炎で入院。同年7月8日には中咽頭上皮に見つかった癌の切除手術のため入院している。1991年（平成3年）以降、癌に関連する手術や治療を受けるのはこれで14回目であった。
2012年（平成24年）1月には咽喉に腫瘍が見つかり、東京都千代田区の財団法人佐々木研究所附属杏雲堂病院（当時）において1月10日、腫瘍と周辺のリンパ節の摘出、及び欠損部への腹部からの移植処置を伴う手術を7時間半に亘り受けた。術後に細胞組織検査を行った結果、寬仁親王の病状が『咽喉癌の再発と見られる』と医師団から発表された。3月には、食事の障害になっていた喉の軟骨の除去手術を受けた。1991年（平成3年）1月の癌発見から21年間、癌の手術や治療は計16回を数えた。
同年6月、喉から2回出血し、輸血の必要性があった事が、4日明らかになった。翌5日、宮内庁は腎臓や肺、肝臓の機能が低下状態にあり、意識レベルが低下していると発表した。2012年（平成24年）6月6日15時35分、入院先の公益財団法人佐々木研究所附属杏雲堂病院で薨去した。同日の宮内庁の会見で、死因は多臓器不全であると発表された。

## 宮号の有無と表記
存命時は、結婚を機に独立の生計を立てていたものの、父宮（三笠宮崇仁親王）の嗣子としていずれ三笠宮を継承する者とされていたことから、宮号は賜らなかった。「○○宮 ××さま」という表現が報道においてしばしば使われたが、宮号は一般国民の「氏」のように同一戸籍内の家族すべてに適用されるものと異なり、当主のみに与えられるものであるため、当主以外の皇族に「○○宮」と冠することは本来正式な呼称ではない。同様の誤用は令和時代における皇位継承権第2位の悠仁親王をはじめ他の皇族に対する報道にも見られる。
2001年（平成13年）12月に行われた長女（第1子）の彬子女王の成人に伴う記者会見において全国紙が彬子女王を「三笠宮寬仁さまの長女彬子さま」と記載したことに関し、親王は自身が総裁を務める日本職業スキー教師協会の広報誌の「総裁コラム」において、「私は、『三笠宮』（父の宮号）では無く、『寬仁親王』であり、彬子は身位が『女王』で、敬称は『殿下』でなければなりません。従って正しくは、『寬仁親王殿下の第一女子彬子女王殿下には……』となるべき」と記した。また、柏朋会の会報『ざ・とど』でも冗談を交えつつ、「『三笠宮寬仁親王』でなく『寬仁親王』が正しい」と書いている。
1947年（昭和22年）10月14日に11宮家51名の旧皇族が離脱する前までは宮家の数が多く、現在の寬仁親王のように「嗣子であるためあえて宮号を受けていない親王・王」を有する宮家が複数あったため、そのような「嗣子たる親王・王」のことを「○○若宮」（○○のわかみや）と呼ぶ慣習があったが、現憲法下ではこの呼称はほとんど用いられない。なお、政府による正式表記（内閣告示や宮内庁告示など）では寬仁親王に限らず皇族に宮号が冠されることはない（「皇太子」を除く）ため、それらの告示が掲載される官報での表記は必ず「寬仁親王」（妃の場合は「寬仁親王妃信子」）とされ、「三笠宮」が冠されることはない。しかしマスメディアでは「わかりやすさ」を図るために「（昭和天皇の弟の崇仁親王の創設した）三笠宮家の寬仁さま」と報道されることがある。

## 逸話

### 著述・発言に関するもの

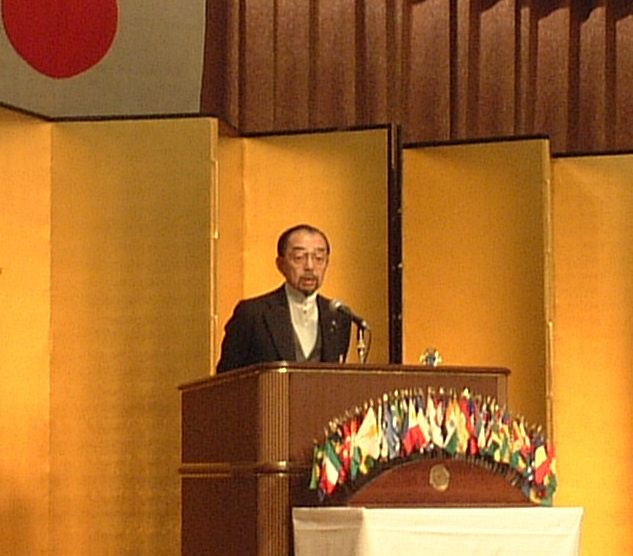
2003年3月7日、高輪プリンスホテルでの講演にて

- 各地での講演活動や新聞・雑誌などでの著述活動にも積極的であり、エッセーなどをまとめた著書も複数出版している[12]。
- 独身時代の1976年（昭和51年）に『スター千一夜』（フジテレビジョン）、1977年（昭和52年）には『徹子の部屋』（テレビ朝日）といったトーク番組に出演した他、1980年（昭和55年）に結婚した後には、信子妃と共にテレビのバラエティー番組に出演したこともある[13]。
- 1975年（昭和50年）10月28日には午前1時から2時間、ニッポン放送の「オールナイトニッポン」で生放送のディスクジョッキーを務めた[14]。「トモさんのオールナイトニッポン!」の第一声で始まった[14]この番組は、スタジオで、横に番組ディレクターが座り次々に造るウィスキーのオン・ザ・ロックを飲みながら、皇室、自身の身の上話、初恋の話、福祉の話などを、イギリス留学中にラジオでよく聴いたというビートルズの『ヘイ・ジュード』などの音楽を交え、2時間に渡り喋った[14]。放送を聞いていた弟の憲仁からは、「二時以降は呂律が回っていなかった」と指摘された。放送の中で、自身の皇位継承順位が7位であるという数字を気に入っているから、「皇太子妃美智子（当時）はもうこれ以上男子を産まないでくれ」と口にした。黒柳徹子から、宮内庁職員は番組について何と言っていたのかと尋ねられて、「別にもう…諦めてるんでしょうな、おれのことについては」と答えている。
- 1981年（昭和56年）4月には文化放送で障害者福祉を紹介した「あすを明るく〜ハッピーモーニング」のパーソナリティを務めた[15]。
- 2007年（平成19年）10月にはニューヨーク・タイムズのインタビューに答え、「学習院時代には山手線に乗って通学した」「朝鮮学校の生徒に因縁をつけられることもあった」などと青春時代を回想した。「彼らは学習院の制服を見つけると、いつも襲いかかってきたものでした」との発言も記録されている。同インタビューにおいては人格否定発言に対しても触れ、「手紙に返答していれば、いくらかの進展はあったのではないかと思うが、意見を述べたことに対しての礼を述べる返事しか来なかった」と徳仁親王に発言について説明するよう長文の手紙を送ったものの、礼状程度の返事しか返ってこなかった為に事の進展がなかったという趣旨の発言をしている。またアルコール依存症を公表した事に触れ「皇室はストレスの塊」と述べた[16]。

### 公的活動に関するもの

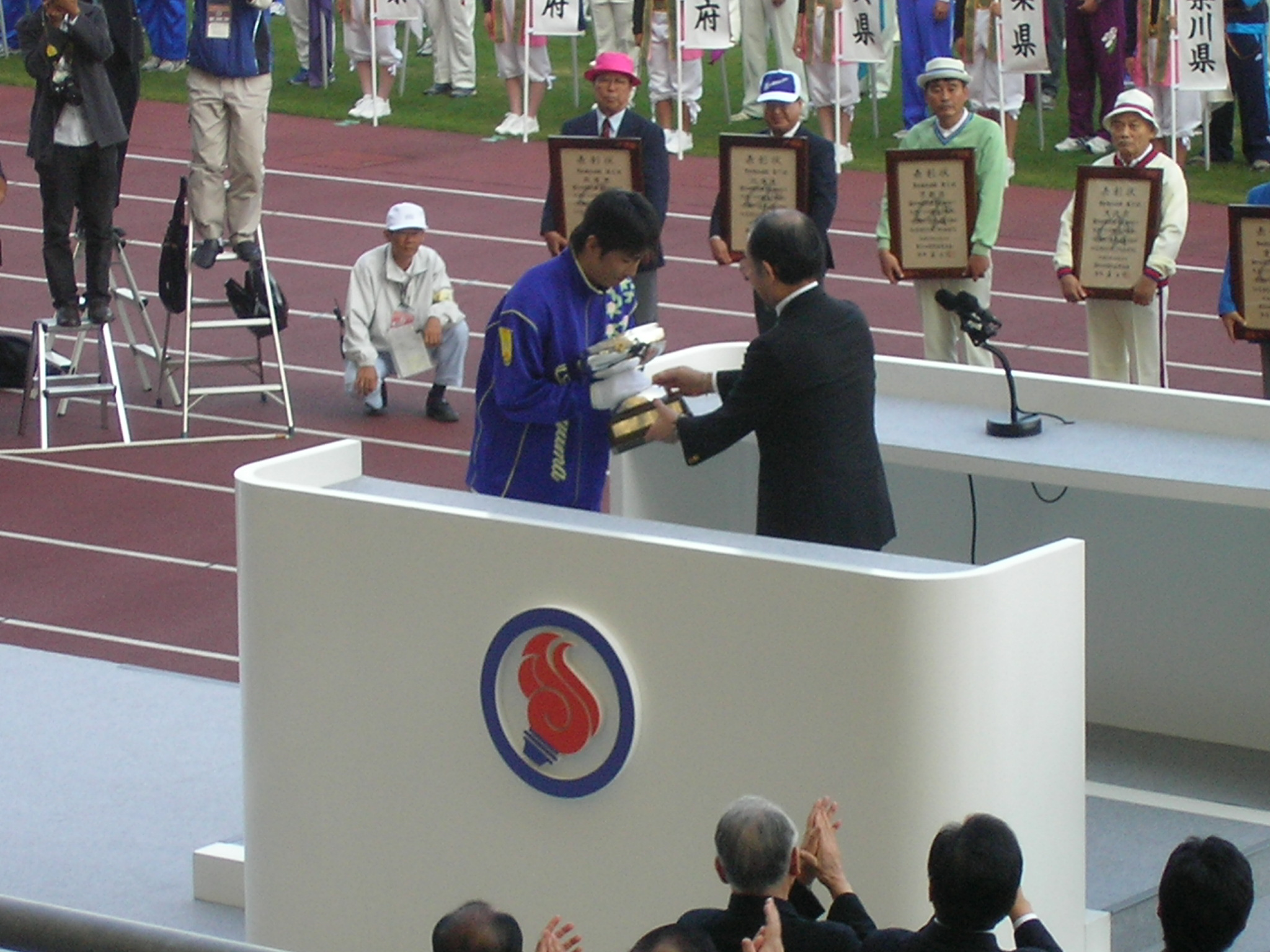
2005年10月27日、第60回国民体育大会閉会式にて

- 他の皇族同様、各団体の総裁職や名誉総裁職に多数就任している。友愛十字会、ありのまま舎、公益財団法人　新技術開発財団、恩賜財団済生会などの社会福祉法人や高松宮妃癌研究基金など、医療・福祉に関する団体にて役員を務めることが多い[12]。
- スポーツにも造詣が深く、日本ビリヤード協会、日本職業スキー教師協会、日本学生氷上競技連盟などスポーツ関連の団体の役員も多く務めており[12]、全国大学ラグビーフットボール選手権大会、全日本プロポケットビリヤード選手権、競輪の寬仁親王牌・世界選手権記念トーナメントなどの大会では自身の名を冠した優勝杯・牌が贈られている。また、1987年（昭和62年）に創設され、青森県で毎年開催している『岩木山スキーマラソン大会』では大会総裁に就任したのみならず、自らコースセッティングの指揮を執り、かつ選手としても出場するなど運営面に於いても熱心に取り組まれた。
- 1981年（昭和56年）11月、夫妻で自衛隊音楽まつりへの出席を希望したが、第二次世界大戦以後皇族は自衛隊と距離を取り続けていた（当時）ため大きな波紋を呼んだ[17]。音楽まつりは観閲式・観艦式と異なり、一般人へのPRが主目的であることから、賓客ではなく特別招待者の待遇で準備が行われた。

### 人物に関するもの
- 愛知県名古屋市の名門クラブにおいて、寬仁親王が「御東場（おとうば。宮中用語で便所）が汚れていたんで拭いといたよ」と云ったとオーナーマダム・加瀬文恵が雑誌『プラチナ・スタイル』取材に語った[18]。
- 二人の時、信子妃とは互いに「ノンチ」、「トモさん」と呼び合っていた。食道がんに気付いたのは信子妃であり、治療中には信子妃自ら医師と栄養士から調査し、全て違う品で1日6回に分けた食事を作った。寬仁親王は感心し、信子妃が料理本を出版することを許した[19]。
- 偽ってアルコール依存症の治療をされたことに激怒して仲違いし、2004年(平成16年)7月以降信子妃はストレス性喘息の治療のため別居した。寬仁親王が薨去する前に信子妃は何度も病院を訪れたが「家族の意向」で全く面会できず、喪主の意向により葬儀への参列も許されなかった[20]。
- 次女・瑶子女王は、「寬仁親王の性格は細か過ぎるところがある」と述べている[21]。

## 皇位継承問題に対して

### 女系天皇容認論に対する見解
平成時代に入り憲法上の制約もあり、天皇および皇族が女系天皇の是非について自らの意見を公にする機会は限られている。寬仁親王は自身が会長を務める福祉団体「柏朋会」（はくほうかい）の会報『ざ・とど』で、「あくまで公なものではない私的な見解」と前置きした上で、女系天皇についての見解を表明した。この機関紙は市販されていない。この中で、女系天皇に明確に反対し、旧皇族の皇籍復帰などを求めた。
寬仁親王は、「（2000年以上の）歴史と伝統を平成の御世でいとも簡単に変更して良いのか」と女系天皇を容認する意見を批判し、また「万世一系、125代の天子様の皇統が貴重な理由は、神話の時代の初代神武天皇から連綿として一度の例外も無く、『男系』で続いて来ているという厳然たる事実」と主張した。寬仁親王は男系継承を維持するための方法として
1. 1947年（昭和22年）に皇籍離脱した旧皇族の皇籍復帰。
2. 女性皇族（内親王）に旧皇族（男系）から養子を取れるようにし、その人物に皇位継承権を与える。
3. 廃絶になった秩父宮や高松宮の祭祀を旧皇族に継承してもらい、宮家を再興する。
4. 昔のように「側室」（一夫多妻制）の制度を復活させる。自分（寬仁親王）としては大賛成だが、国内外共に今の世相からは少々実現性が乏しいと思うとも述べた。

を挙げた。
その上で、「陛下（現・上皇）や皇太子様（現・天皇）は、御自分達の家系の事ですから御自身で、発言される事はお出来になりません。国民一人一人が、我が国を形成する『民草』の一員として、2665年（神武天皇即位紀元、通称：皇紀）の歴史と伝統に対しきちんと意見を持ち発言をして戴かなければ、いつの日か、『天皇はいらない』という議論にまで発展するでしょう」と結び、女系天皇容認の動きに反対する意見を述べた。
また、2006年（平成18年）1月3日付の毎日新聞、雑誌『文藝春秋』2006年（平成18年）2月号のインタビューでも同様の見解を表明している。殊に後者では、小泉純一郎首相や有識者会議が「女系天皇容認の方針なのは、天皇陛下（当時：明仁）の内意を受けてのことではないのか」という噂について、「ご本人に直接確認してはいないが、あの慎み深い陛下が女系天皇や長子優先継承に賛成なさるはずはない。噂は、事実無根の臆測だろう」と天皇の真意を忖度した。

### 見解に対する反響
- 寬仁親王が見解を発表する以前、小泉純一郎内閣総理大臣の私的諮問機関「皇室典範に関する有識者会議」座長の吉川弘之東京大学名誉教授は、皇位継承資格者議論について「皇族から意見を聞くことは憲法違反だ」と指摘していた。また、「憲法の解釈権は有識者会議にある」とも唱えた。
  - 一方で2005年（平成17年）11月4日、寬仁親王の見解についての記者質問に対し、小泉純一郎首相（当時）は、「皇位継承資格者議論について、皇族から意見を聞くのは憲法違反にあたらず、意見を表明するのは自由である」と答えた。
- 同年11月7日、有識者会議の会合を終えた吉川弘之は、「寬仁親王の見解は会議へ影響せず、女系天皇容認の姿勢は変更しない」とした。同日、小泉首相も、女系天皇を容認する有識者会議の方針を支持する考えを示した。
- 同年11月14日、静岡県知事石川嘉延は定例記者会見で、寬仁親王の見解に対し、「同様な考えを持っており共感した」と発言した。さらに皇位継承資格者議論に対し、拙速な議論に疑問を呈し「伝統的な国のあり方にかかわるものを、わずか数か月で結論を出して、ある方向に持っていこうとするのはとんでもない話。余りにも拙速。有識者会議には皇室問題について長年研究してきた人が何人入っているかというとお寒い限り」と主張した。
- 朝日新聞は社説のなかで否定的見解を示しており、2006年（平成18年）2月2日付けの社説で『寛仁さま 発言はもう控えられては』と題し、「政治的発言であり、象徴天皇制という日本国憲法で定められている大原則から逸脱している」と主張した。
  - 産経新聞は、翌3日の社説で『朝日社説 「言論封じ」こそ控えては』、また週刊文春や週刊新潮はそれぞれ『寬仁親王殿下に「黙れ」と命じた朝日新聞論説委員の実名と見識』『寬仁親王殿下に「黙れ」と命じた朝日新聞ってそんなにエラい?』などと主張し、朝日新聞を批判した。

## 子女
- 第1女子 - 彬子女王〈あきこ〉（1981年〈昭和56年〉12月20日 - ）
- 第2女子 - 瑶子女王〈ようこ〉（1983年〈昭和58年〉10月25日 - ）

信子妃との間には二女がいるが、男子はいない。上述の通り、当主寬仁親王の薨去を根拠に寬仁親王家は廃止され、寬仁親王妃信子並びに彬子女王、瑶子女王は三笠宮家の一員となっている。

## 系譜

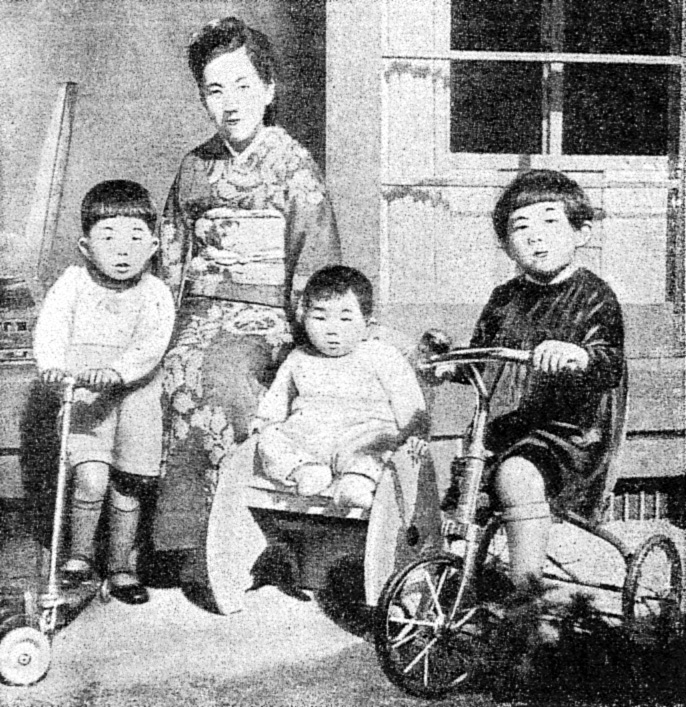
1950年（昭和25年）頃、左から寬仁親王、母：百合子妃、弟：宜仁親王、姉：甯子内親王

| 寬仁親王 | 父： 崇仁親王（三笠宮） | 祖父： 大正天皇 |
| 寬仁親王 | 父： 崇仁親王（三笠宮） | 祖母： 貞明皇后 |
| 寬仁親王 | 母： 百合子             | 祖父： 高木正得 |
| 寬仁親王 | 母： 百合子             | 祖母： 高木邦子 |

### 系図
|              |              |              |              |              |              |  |  |                |                |                |                |                |                |  |  |                |                |                |                |                |                |  |  |                |                |                |                |                |                |  |  |                |                |                |                |                |                |  |  |  |  |  |  |  |  |  |  |  |  |  |  |  |  |  |  |  |  |  |  |  |  |
| 122 明治天皇 |              |              |              |              |              |  |  |                |                |                |                |                |                |  |  |                |                |                |                |                |                |  |  |                |                |                |                |                |                |  |  |                |                |                |                |                |                |  |  |  |  |  |  |  |  |  |  |  |  |  |  |  |  |  |  |  |  |  |  |  |  |
|              |              |              |              |              |              |  |  |                |                |                |                |                |                |  |  |                |                |                |                |                |                |  |  |                |                |                |                |                |                |  |  |                |                |                |                |                |                |  |  |  |  |  |  |  |  |  |  |  |  |  |  |  |  |  |  |  |  |  |  |  |  |
| 123 大正天皇 |              |              |              |              |              |  |  |                |                |                |                |                |                |  |  |                |                |                |                |                |                |  |  |                |                |                |                |                |                |  |  |                |                |                |                |                |                |  |  |  |  |  |  |  |  |  |  |  |  |  |  |  |  |  |  |  |  |  |  |  |  |
|              |              |              |              |              |              |  |  |                |                |                |                |                |                |  |  |                |                |                |                |                |                |  |  |                |                |                |                |                |                |  |  |                |                |                |                |                |                |  |  |  |  |  |  |  |  |  |  |  |  |  |  |  |  |  |  |  |  |  |  |  |  |
|              |              |              |              |              |              |  |  |                |                |                |                |                |                |  |  |                |                |                |                |                |                |  |  |                |                |                |                |                |                |  |  |                |                |                |                |                |                |  |  |  |  |  |  |  |  |  |  |  |  |  |  |  |  |  |  |  |  |  |  |  |  |
| 124 昭和天皇 | 124 昭和天皇 | 124 昭和天皇 | 124 昭和天皇 | 124 昭和天皇 | 124 昭和天皇 |  |  | 秩父宮雍仁親王 | 秩父宮雍仁親王 | 秩父宮雍仁親王 | 秩父宮雍仁親王 | 秩父宮雍仁親王 | 秩父宮雍仁親王 |  |  | 高松宮宣仁親王 | 高松宮宣仁親王 | 高松宮宣仁親王 | 高松宮宣仁親王 | 高松宮宣仁親王 | 高松宮宣仁親王 |  |  | 三笠宮崇仁親王 | 三笠宮崇仁親王 | 三笠宮崇仁親王 | 三笠宮崇仁親王 | 三笠宮崇仁親王 | 三笠宮崇仁親王 |  |  |                |                |                |                |                |                |  |  |  |  |  |  |  |  |  |  |  |  |  |  |  |  |  |  |  |  |  |  |  |  |
| 124 昭和天皇 | 124 昭和天皇 | 124 昭和天皇 | 124 昭和天皇 | 124 昭和天皇 | 124 昭和天皇 |  |  | 秩父宮雍仁親王 | 秩父宮雍仁親王 | 秩父宮雍仁親王 | 秩父宮雍仁親王 | 秩父宮雍仁親王 | 秩父宮雍仁親王 |  |  | 高松宮宣仁親王 | 高松宮宣仁親王 | 高松宮宣仁親王 | 高松宮宣仁親王 | 高松宮宣仁親王 | 高松宮宣仁親王 |  |  | 三笠宮崇仁親王 | 三笠宮崇仁親王 | 三笠宮崇仁親王 | 三笠宮崇仁親王 | 三笠宮崇仁親王 | 三笠宮崇仁親王 |  |  |                |                |                |                |                |                |  |  |  |  |  |  |  |  |  |  |  |  |  |  |  |  |  |  |  |  |  |  |  |  |
|              |              |              |              |              |              |  |  |                |                |                |                |                |                |  |  |                |                |                |                |                |                |  |  |                |                |                |                |                |                |  |  |                |                |                |                |                |                |  |  |  |  |  |  |  |  |  |  |  |  |  |  |  |  |  |  |  |  |  |  |  |  |
| 125 上皇     | 125 上皇     | 125 上皇     | 125 上皇     | 125 上皇     | 125 上皇     |  |  | 常陸宮正仁親王 | 常陸宮正仁親王 | 常陸宮正仁親王 | 常陸宮正仁親王 | 常陸宮正仁親王 | 常陸宮正仁親王 |  |  | 寬仁親王       | 寬仁親王       | 寬仁親王       | 寬仁親王       | 寬仁親王       | 寬仁親王       |  |  | 桂宮宜仁親王   | 桂宮宜仁親王   | 桂宮宜仁親王   | 桂宮宜仁親王   | 桂宮宜仁親王   | 桂宮宜仁親王   |  |  | 高円宮憲仁親王 | 高円宮憲仁親王 | 高円宮憲仁親王 | 高円宮憲仁親王 | 高円宮憲仁親王 | 高円宮憲仁親王 |  |  |  |  |  |  |  |  |  |  |  |  |  |  |  |  |  |  |  |  |  |  |  |  |
| 125 上皇     | 125 上皇     | 125 上皇     | 125 上皇     | 125 上皇     | 125 上皇     |  |  | 常陸宮正仁親王 | 常陸宮正仁親王 | 常陸宮正仁親王 | 常陸宮正仁親王 | 常陸宮正仁親王 | 常陸宮正仁親王 |  |  | 寬仁親王       | 寬仁親王       | 寬仁親王       | 寬仁親王       | 寬仁親王       | 寬仁親王       |  |  | 桂宮宜仁親王   | 桂宮宜仁親王   | 桂宮宜仁親王   | 桂宮宜仁親王   | 桂宮宜仁親王   | 桂宮宜仁親王   |  |  | 高円宮憲仁親王 | 高円宮憲仁親王 | 高円宮憲仁親王 | 高円宮憲仁親王 | 高円宮憲仁親王 | 高円宮憲仁親王 |  |  |  |  |  |  |  |  |  |  |  |  |  |  |  |  |  |  |  |  |  |  |  |  |
|              |              |              |              |              |              |  |  |                |                |                |                |                |                |  |  |                |                |                |                |                |                |  |  |                |                |                |                |                |                |  |  |                |                |                |                |                |                |  |  |  |  |  |  |  |  |  |  |  |  |  |  |  |  |  |  |  |  |  |  |  |  |
| 126 今上天皇 | 126 今上天皇 | 126 今上天皇 | 126 今上天皇 | 126 今上天皇 | 126 今上天皇 |  |  | 秋篠宮文仁親王 | 秋篠宮文仁親王 | 秋篠宮文仁親王 | 秋篠宮文仁親王 | 秋篠宮文仁親王 | 秋篠宮文仁親王 |  |  |                |                |                |                |                |                |  |  |                |                |                |                |                |                |  |  |                |                |                |                |                |                |  |  |  |  |  |  |  |  |  |  |  |  |  |  |  |  |  |  |  |  |  |  |  |  |
| 126 今上天皇 | 126 今上天皇 | 126 今上天皇 | 126 今上天皇 | 126 今上天皇 | 126 今上天皇 |  |  | 秋篠宮文仁親王 | 秋篠宮文仁親王 | 秋篠宮文仁親王 | 秋篠宮文仁親王 | 秋篠宮文仁親王 | 秋篠宮文仁親王 |  |  |                |                |                |                |                |                |  |  |                |                |                |                |                |                |  |  |                |                |                |                |                |                |  |  |  |  |  |  |  |  |  |  |  |  |  |  |  |  |  |  |  |  |  |  |  |  |
|              |              |              |              |              |              |  |  | 悠仁親王       |                |                |                |                |                |  |  |                |                |                |                |                |                |  |  |                |                |                |                |                |                |  |  |                |                |                |                |                |                |  |  |  |  |  |  |  |  |  |  |  |  |  |  |  |  |  |  |  |  |  |  |  |  |

## 著作

### 単著
- 『トモさんのえげれす留学』文藝春秋、1971年
- 『皇族のひとりごと』二見書房、1977年
- 『雪は友だち : トモさんの身障者スキー教室』光文社〈カッパ・ブックス〉、1985年3月15日。ISBN 4334004296。NDLJP:12144032。
- 『ひげの殿下日記』小学館、2022年。ISBN 4093888590

### 共著
- 『思い出の昭和天皇　おそばで拝見した素顔の陛下』光文社カッパ・ブックス、1989年（平成元年）12月。ISBN 4334004903
- 山田富也・澤地久枝と、聞き手斎藤武『いのちの時間』新潮社、1995年（平成7年）。ISBN 410409501X
  - 『いのちの時間』新潮文庫、1998年（平成10年）。ISBN 4101476217
- 『癌を語る』主婦の友社、1999年（平成11年）。ISBN 4072211036
- 寬仁親王述、聞き手加瀬英明・櫻井よしこ・小堀桂一郎『皇室と日本人――寬仁親王殿下お伺い申し上げます』明成社、2006年（平成18年）。ISBN 4944219415
- 寬仁親王、聞き手工藤美代子[22]『皇族の「公」と「私」―思い出の人、思い出の時』PHP研究所、2009年（平成21年）
- 『今ベールを脱ぐ ジェントルマンの極意』小学館、2010年（平成22年）、友人3名（くろすとしゆき、黒川光博、服部晋）との紳士服談義。ISBN 4093881111